# Taoufik Hicheri
Taoufik Hicheri (ciudad de Túnez, 8 de enero de 1965) es un exfutbolista de Túnez que jugaba en la posición de defensa central.

## Carrera

### Club
| Periodo   | Club         |
| --------- | ------------ |
| 1984-1991 | Espérance ST |
| 1991-1994 | Vitória SC   |
| 1994-1995 | CS M'Saken   |
| 1995-1999 | Espérance ST |

### Selección nacional
Jugó para Túnez en 54 ocasiones de 1989 a 1998 y anotó dos goles; participó en dos ediciones de la Copa Africana de Naciones.

## Logros
- Copa CAF: 1997
- Recopa Africana: 1998
- Copa Afroasiática: 1995
- Supercopa Árabe: 1996
- CLP-1: 1985, 1988, 1989, 1991, 1998, 1999
- copa de Túnez: 1986, 1989, 1991, 1997, 1999